# アルベルト・ブッリ
アルベルト・ブッリ（Alberto Burri, 1915年 - 1995年）は、20世紀のイタリアの画家、彫刻家である。
ブッリは、ルーチョ・フォンタナと並び、第2次大戦後のイタリアの前衛美術を牽引した、アンフォルメルを代表するアーティストである。
日本での知名度はフォンタナに劣るが、その20世紀イタリア美術における重要性、イタリアの次世代のアーティストへの影響の点では、決してフォンタナに劣らない存在である。伝統的な画材を用いず、粗目の麻袋をキャンバスに貼ったり、透明プラスチックをバーナーで黒く焼き、穴をあけるなどの手法を抽象絵画として徹底して追求した。絵画というものの「物質性」に注目したこの姿勢は、絵画表現の可能性を広げたほか、1960年代に台頭したアルテ・ポーヴェラのアーティストたちに多大な影響を与えた。

## 生涯
- 1915年、3月12日、ウンブリア州、チッタ・ディ・カステッロ (Citta' di Castello) に生まれる。
- 1940年、大学で薬学を学び卒業。薬剤師となる。
- 1943年、第二次世界大戦に従軍し、チュニジアで英軍の捕虜となる。
- 1944年、米軍にひきわたされ、テキサス州の収容所に収監されるが、ここで最初のアート活動を開始する。
- 1946年、イタリアに戻ると、薬剤師の仕事を辞め、ローマに移住し画家となる。当初より抽象画を描き、具象表現は全く試みなかった。
- 1947年最初の個展を開く。
- 1940年代後半から1950年代の初めに手がけられた、ぼろ布を使った作品が、美術評論家に注目されるようになる。これらの作品は、支持体の表面を、木製の構成物で形成し、その上に汚れたガーゼや布のコラージュを配置することで、立体的な特徴を持っていた。
- 1950年代前半から、有名な「ずた袋」 (sacco) のシリーズが製作された。赤や黒に染められた地塗りされない麻布の上に目の粗いインド麻の袋が貼り付けられた。この素材の持つ強度は、当時の時代精神であった悲観主義的な実存主義と結びつけて解釈されることが多かったが、まさにアルテ・ポーヴェラの感覚を発掘した先駆といえる。
- 1952年、ヴェネツィア・ビエンナーレに初参加。
- 1953年、シカゴとニューヨークで個展。
- 1955年、オークランド美術館で個展。これらアメリカでのによってブッリの名声は世界的になったという。
- 1957年から、木材やプラスチックを燃やした「燃焼」シリーズの作品の製作を始める。
- 1995年、2月13日、南仏のニースにて没。

## 代表作
- 『Composition』1953年、グッゲンハイム美術館
- 『Grande Rosso P.18』1964年、国立近代美術館（イタリア、ローマ）